# Yukoana
Yukoana is een geslacht van kevers uit de familie  
kniptorren (Elateridae).
Het geslacht is voor het eerst wetenschappelijk beschreven in 1959 door Kishii.

## Soorten
Het geslacht omvat de volgende soorten:
- Yukoana amamiensis Ôhira, 1967
- Yukoana angustatus (Miwa, 1927)
- Yukoana bhutanicus (Dolin, 1993)
- Yukoana carinicollis (Lewis, 1894)
- Yukoana cordiimpressa Kishii, 1980
- Yukoana costalis Kishii, 1980
- Yukoana elliptica (Candèze, 1873)
- Yukoana ellipticus (Candèze, 1873)
- Yukoana elongata Kishii, 1970
- Yukoana formosana Ôhira, 1966
- Yukoana hiramatsui Ôhira, 1978
- Yukoana housaiana Kishii, 1994
- Yukoana iramatsui Ôhira, 1978
- Yukoana kashmirensis (Dolin, 1993)
- Yukoana longicornis Kishii, 1980
- Yukoana monticola Kishii, 1961
- Yukoana nepalensis Ôhira & Becker, 1973
- Yukoana okinawana Ôhira, 1971
- Yukoana philippinensis (Dolin, 1998)
- Yukoana shirozuana Kishii, 1961
- Yukoana taiwana Ôhira, 1968
- Yukoana takasago Kishii, 1994
- Yukoana tamui Kishii, 1959
- Yukoana tenasserimensis Ôhira, 1970
- Yukoana terukoe Kishii, 1961